# Sigrid Grajek

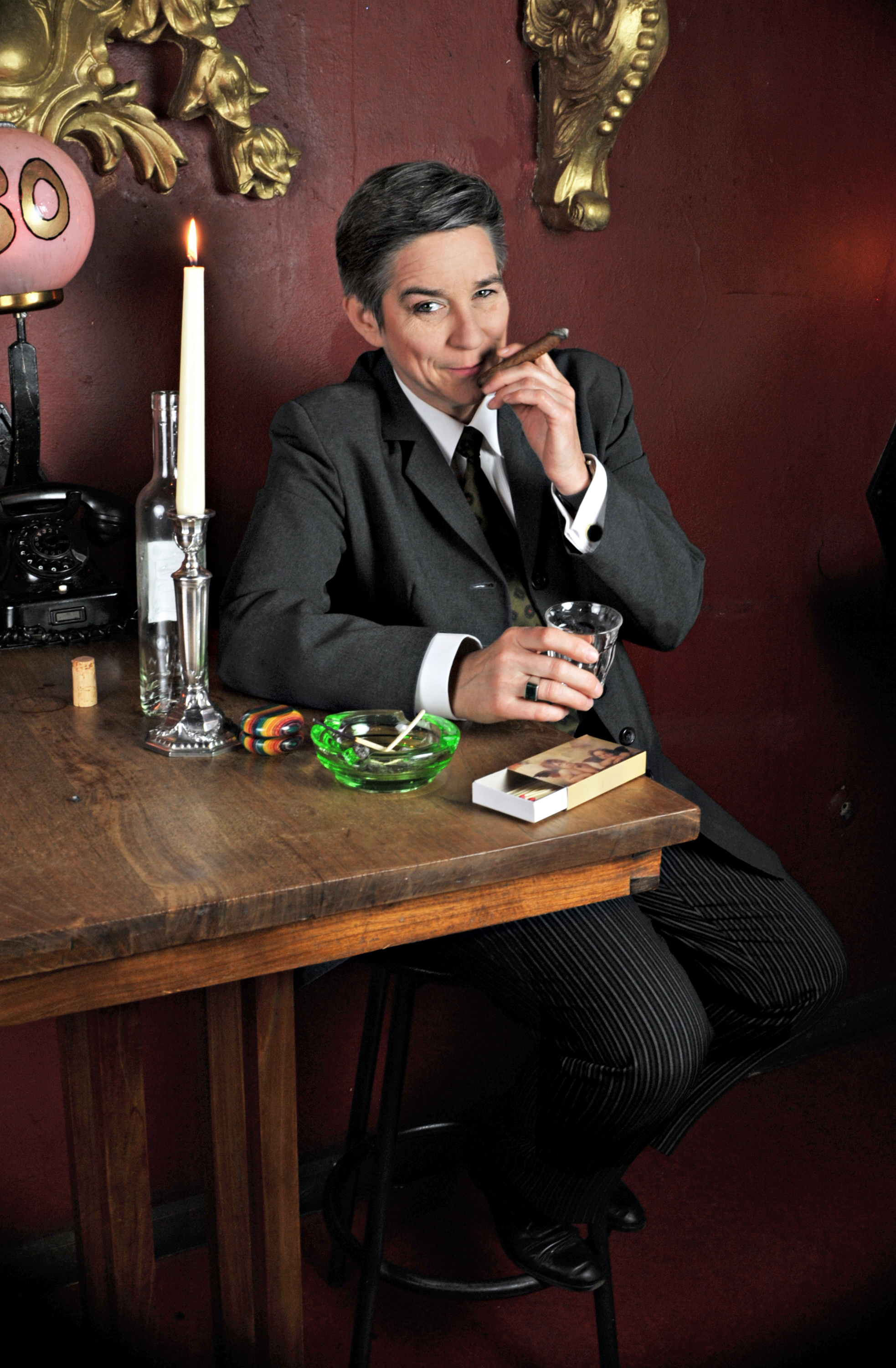
Sigrid Grajek als Claire Waldoff

Sigrid Grajek (geboren 1963 in Lünen) ist eine deutsche Schauspielerin und Kabarettistin.

## Leben
Grajeks beruflicher Werdegang im Schauspiel wurde von früheren Erfahrungen in der metallverarbeitenden Industrie geprägt, bevor sie das Abitur auf dem zweiten Bildungsweg ablegte. Von 1985 bis 1991 sammelte sie erste Erfahrungen als Schauspielerin und Regieassistentin an der Theatermanufaktur Berlin unter der Anleitung von Ilse Scheer, Otto Zonschitz und Rudolf Stodola. Anschließend erweiterte sie ihre Erfahrungen als Regieassistentin bei den Jedermann-Festspielen unter Brigitte Grothum. Von 1997 bis 2001 war sie Gastschauspielerin am Stadttheater Bremerhaven und von 1995 bis 2011 Ensemblemitglied des Kabaretts Berliner Brett’l. Seit 1998 ist sie mit der Comedy-Figur Coco Lorès unterwegs und moderierte als Coco unter anderem die Mitternachtsshow im Chamäleon-Varieté Berlin und das Newcomer-Casting im Krystallpalast Leipzig. Seit 2005 ist sie zudem mit ihrem Solo-Programm Cocooning unterwegs. Im Januar 2020 konzipierte sie das Programm Berlin. Die 1920er – Eine Stadt im Taumel.

## Wirken
Seit 1998 wirkte Grajek in verschiedenen Programmen aktiv und moderierte Veranstaltungen. Im Jahr 2007 entwarf sie anlässlich des 50. Todestages von Claire Waldoff das Programm Claire Waldoff: Ich will aber gerade vom Leben singen … Neben ihrer Tätigkeit als Kabarettistin war sie auch in verschiedenen Fernsehserien und Spielfilmen, wie Revolvo, tätig.

### Coco Lorès
Die Figur Coco Lorès wurde Ende der 1990er Jahre anlässlich des 18. Geburtstags des Café Theater Schalotte von Grajek und einer Pianistin kreiert. Sie überarbeiteten ein zuvor geschriebenes Programm und traten in komischen Kostümen auf, wobei die Figuren Pia Noforte und Coco Lorès geboren wurden. Der Auftritt war äußerst erfolgreich, so dass das Café Theater Schalotte daraufhin ein ganzes Programm in Auftrag gab. Im Jahr 1999 fand die Premiere von Mit Ton und Takt aus dem Jahrtausend statt, in dem Coco Lorès die These vertritt, dass das Leben eine Spirale sei und man sich immer wieder in derselben Kurve übergebe – alles wiederhole sich stets nur leicht verändert, was eine Erfahrung an sich sei. In dem Programm Cocooning wird der Rückzug ins Private thematisiert.

### Claire Waldoff

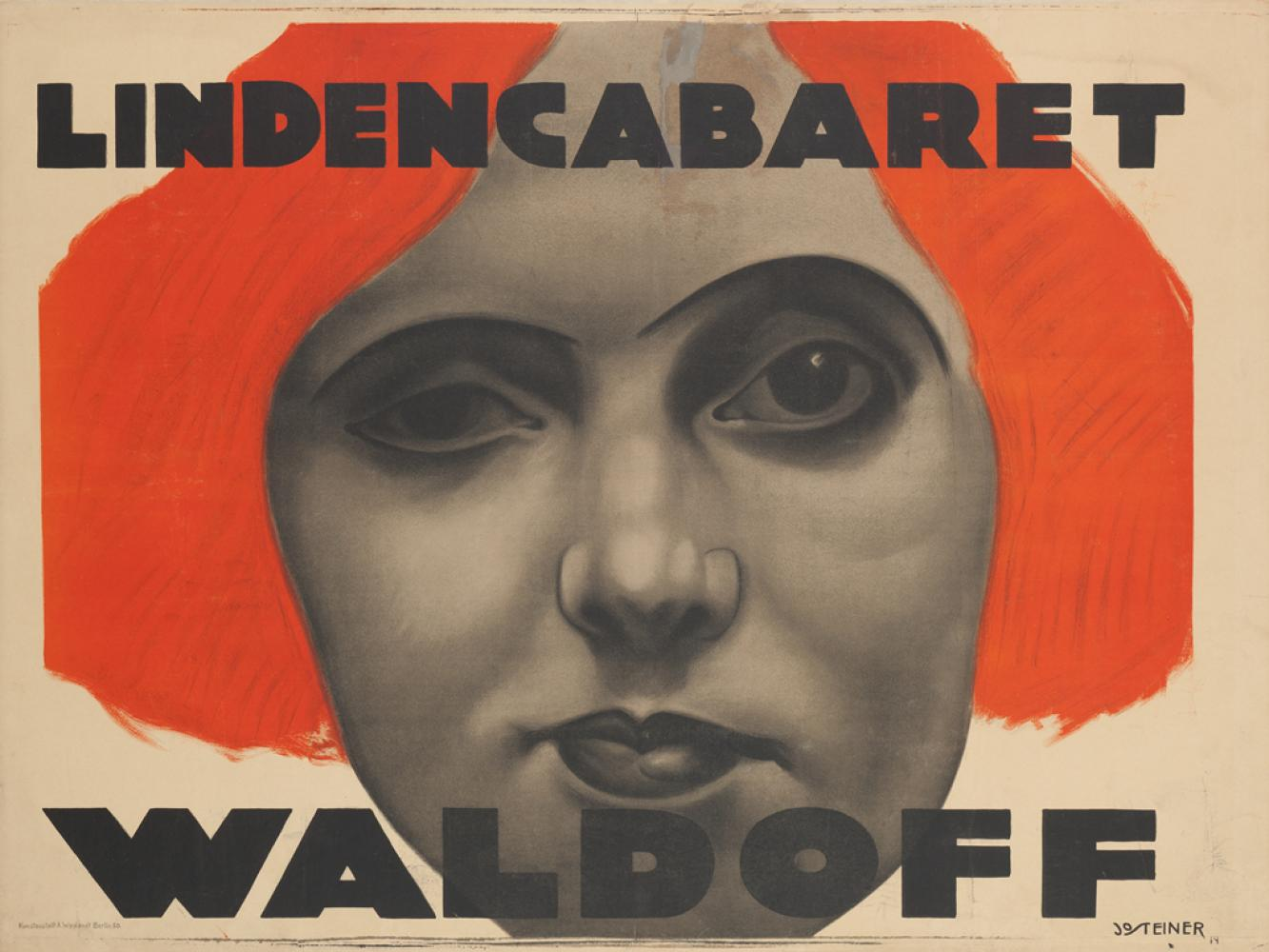
Lindencabaret – Claire Waldoff 1914

Anfang der 1990er-Jahre war Grajek als Sängerin im Berliner Brett'l tätig und kam dabei in Kontakt mit dem Liedgut der 1920er-Jahre. Insbesondere das kabarettistische Erbe von Claire Waldoff inspirierte Grajek dazu, einige Lieder von Waldoff in ihr Repertoire aufzunehmen. Die Idee, ein Solo-Programm zu machen, kam von ihrem damaligen Chef im Berliner Brett'l. So kam es, dass es ein Waldoff-Programm wurde. Ich will aber gerade vom Leben singen... enthält 20 Gassenhauer, literarischen Chansons und Couplets des unverwechselbaren Stars der Kabaretts: Claire Waldoff. Ab 2007 präsentierte Sigrid Grajek mit ihrem Programm Claire Waldoff: Ich will aber gerade vom Leben singen …  eine Femmage an die zu dieser Zeit nicht nur in Berlin bekannte Claire Waldoff und brachte sie somit in die Gegenwart zurück. Sowohl Claire Waldoff als auch Grajek brachen mit gängigen Vorstellungen von Frauenbildern und weiblicher Rollenzuweisung. Grajek hat sich nie in die Rolle einer klassisch feminin gelesenen Schauspielerin drängen lassen. Gemeinsam mit ihrer Rolle als Claire Waldoff hat sie die Herkunft aus dem Ruhrpott und die Liebe zu Berlin. Grajek ist in der Rolle Waldoffs regelmäßig im BKA-Theater, im Ballhaus Berlin und auf Bühnen in ganz Deutschland zu sehen.
Für ihre Verdienste und unermüdlichen Einsatz für die Stärkung lesbischen Lebens sowie für die LGBTIQ Communitiy wurde sie 2018 für den Berliner Preis für Lesbische* Sichtbarkeit ausgezeichnet.

## Filmografie (Auswahl)
- 1996: Die Stadtindianer (Fernsehserie)
- 1998–1999: Hinter Gittern – Der Frauenknast (Fernsehserie)
- 2006: Lost in Generation
- 2007: KDD – Kriminaldauerdienst (Fernsehserie)
- 2019: Revolvo